# Peter Jánošík
Peter Jánošík (* 2. Januar 1988 in Dubnica nad Váhom) ist ein slowakischer Fußballspieler.

## Vereinskarriere
Jánošík spielte in seiner Jugend für MFK Dubnica. Dort schaffte er auch den Sprung in die A-Mannschaft, für die er bis Dezember 2009 spielte. Im Jahr 2008 wurde er nach FK Dukla Banská Bystrica ausgeliehen. Im Dezember 2009 wechselte er zum ŠK Slovan Bratislava, mit dem er 2011 slowakischer Meister wurde und den nationalen Pokalwettbewerb in Jahren 2010 und 2011 gewann.

## Nationalmannschaft
Jánošík wurde in 14 Spielen der slowakischen U-19-Nationalmannschaft und in zwölf Spielen der slowakische U-21-Auswahl eingesetzt.

## Erfolge
- Fußballmeister der Slowakei: 2010/11
- Slowakischer Fußballpokalsieger: 2010, 2011